# Lozenets (Dobritsj)
Lozenets (Bulgaars: Лозенец) is een dorp in Bulgarije. Het is gelegen in de gemeente Kroesjari, oblast Dobritsj. Op 31 december 2018 telde het dorp 537 inwoners. De bevolking is gemengd met zowel Bulgaarse Turken (8,6%) als Bulgaren (5,9%) en Roma (0,7%). Ongeveer 84,8% van de bevolking heeft geen etniciteit aangegeven tijdens de volkstelling van 2011.